# ليام بوكانان
ليام بوكانان (بالإنجليزية: Liam Buchanan)‏ (27 مارس 1985 بإدنبرة في المملكة المتحدة - ) هو لاعب كرة قدم بريطاني في مركز الهجوم. لعب مع دونفرملين أثلتيك ونادي بارتيك ثيسل ونادي سليغو روفرز ونادي إيست فيف ونادي ألوا أثليتيك وأردريونيانز ونادي كاودينبيث لكرة القدم ونادي آير يونايتد ونادي ليفينغستون لكرة القدم.

## وصلات خارجية
- ليام بوكانان على موقع قاعدة بيانات كرة القدم.إي يو (الإنجليزية)
- ليام بوكانان على موقع Soccerbase.com (لاعب) (الإنجليزية)
- ليام بوكانان على موقع Soccerway.com (الإنجليزية)